# Nguyễn Khắc Chử
Nguyễn Khắc Chử (sinh năm 1958 tại huyện Đông Hưng, tỉnh Thái Bình) là một chính trị gia người Việt Nam.

## Sự nghiệp
Sáng ngày 2 tháng 3 năm 2015 Ban Thường vụ Tỉnh ủy Lai Châu đã tổ chức Hội nghị Ban Chấp hành và bầu ông giữ chức danh Bí thư Tỉnh ủy nhiệm kỳ 2010-2015. Trước đó ông là Phó Bí thư Tỉnh ủy, Chủ tịch UBND tỉnh Lai Châu. Tháng 10 năm 2015 tại Đại hội Đảng bộ tỉnh Lai Châu lần thứ XIII, nhiệm kỳ 2015-2020 ông tái đắc cử chức Bí thư Tỉnh ủy.
Đồng chí Nguyễn Khắc Chử, Bí thư Tỉnh ủy Lai Châu nghỉ chế độ từ ngày 01/9/2018.